# MetroCampania NordEst
MetroCampania NordEst (MCNE), già Ferrovia Alifana e Benevento-Napoli (FABN), è stata una società a responsabilità limitata il cui capitale sociale era detenuto dal socio unico Ente Autonomo Volturno, holding del trasporto regionale. Rientrava tra le aziende del Consorzio UnicoCampania.

## Storia
La società MetroCampania NordEst nasce nel 2005, prodotto di una serie di accorpamenti e fusioni di aziende ferroviarie campane. La sua parte più consistente è costituita dall'azienda che gestiva le ferrovie Alifana e Caudina. La società nasce in attuazione della legge che conferiva le vecchie ferrovie concesse alle regioni, a seguito  dell'attuazione delle direttive europee per il riordino delle ferrovie che prevedono la separazione tra le aziende di trasporto dall'infrastruttura, anche se MCNE non creò mai due aziende al suo interno per i due rami operativi. La precedente fusione fra le due Gestioni commissariali delle ferrovie Alifana e Caudina (FABN) nel 1991 aveva costituito la base per la precedente società, nata nel 2005 alla fine del commissariamento ed ora disciolta, Ferrovia Alifana e Benevento – Napoli s.r.l..
Con atto di fusione del 27 dicembre 2012 l'azienda è stata incorporata nell'Ente Autonomo Volturno.

## Linee gestite
L'azienda gestiva le linee ferroviarie: Ferrovia Alifana, Ferrovia Benevento-Cancello e la Linea 11 (detta anche Linea Napoli-Giugliano-Aversa o Linea Arcobaleno).
I collegamenti ferroviari effettuati sulle due linee giungono fino alla stazione di Napoli Centrale, percorrendo le tratte Napoli–Cancello e Napoli–Santa Maria Capua Vetere di Rete Ferroviaria Italiana.